# 北原氏
北原氏（きたはらし）は、大隅国肝付氏の庶流で、日向国の戦国大名。

## 出自
元々は伴氏を称していたが、兼俊の頃に肝付氏を名乗り、またその子である兼綱が分家して大隅郡・串良院を治め、築城した場所の地域名である木田原から北原氏を名乗るようになったとされる（兼綱は救仁郷氏（くにごうし）も称している）。
勢力範囲は、真幸院（現・宮崎県えびの市）5ヶ郷（加久藤、飯野、吉田、吉松、馬関田）及び三ツ山（現・宮崎県小林市）に加え、東方面は穆佐院の野尻（現・宮崎県小林市野尻）、三俣院の高原（現・宮崎県西諸県郡高原町）、高崎、山田、志和池、西岳（以上 現・宮崎県都城市）付近までを、西方面は、財部（現・鹿児島県曽於市）、吉松、栗野（以上 現・鹿児島県湧水町）、横川（現・鹿児島県姶良郡）、踊、日当山（以上 現・鹿児島県霧島市）あたりまでを領有した。

真幸院を本貫地とし、宗家である肝付氏より独立しての政治や文化支援を行い、最盛期には一万余の兵を動員した。

## 略歴

### 南北朝、室町時代
南北朝時代に、真幸院司であった日下部氏は九州探題・北条英時に従い北条氏残党の乱に加わったために没落した。兼綱の曾孫の北原兼幸は南朝方の命を受け、康永4年（1345年）後任の真幸院司に就任し飯野城に入る。系図では真幸院・北原氏の始まりである兼幸を、北原氏の初代と定めている。
5代・北原範兼が日向伊東氏から室を迎え、それ以降も伊東氏との姻戚関係を重ねるようになり、日向における勢力を盤石なものに変えていった。また飯野原田村に、後に50余りの末寺を持つに至る「長善寺」を建立したり、禅書である「碧巌録」、「聚分韻略」を刊行するなど、真幸院における文化的支援を欠かさなかった。
応永2年（1396年）、範兼は「徳満城」（宮崎県えびの市・加久藤）において相良氏の相良祐頼と宴会中に口論となり、刺し違えて両者とも死去してしまう。この事件により両家の関係が悪化したため、範兼の子・久兼は薩摩の島津元久とよしみを通じるようになる。だがこれ以降、北原氏は真幸院のみではなく、吉松、栗野、野尻にまでその勢力範囲を広げるに至った。

### 戦国時代
文明16年（1484年）、「飫肥の役」が発生すると9代目・北原立兼は伊東祐国、入来院重豊、菱刈氏重らと結び、伊作島津家の島津久逸の側につく。立兼らは島津家臣・新納忠続の守る飫肥城を攻めたが島津忠昌らの救援に妨げられ城を落とすに至らなかった。（第一飫肥役）
翌、文明17年（1485年）3月4日、伊東祐国は再び飫肥城を攻撃、立兼も兵8000を率いてこれに呼応する。だが援軍を得た島津軍との戦いで、大将の祐国、及び立兼を含めた800余人が討たれ、再び飫肥侵攻は失敗に終わる。（第二飫肥役）
立兼の戦死に伴い、家中では家督争いが生じる、次男・北原兼門の子である茂兼が後継と定められたものの、幼年との理由から叔父の兼珍が家督を簒奪、やむなく長享2年（1488年）に茂兼は球磨の相良氏に亡命、母方の実家である相良頼泰を頼ると頼泰の娘を娶った。この娘との間に嫡子兼泰が生まれている（孫の兼親の頃までに北原氏に帰属）。
飫肥役以降、北原氏は伊東氏との連携を強め、伊東尹祐と共に北郷忠相と戦い、大永2年（1522年）には北郷氏の山田城を占領し、北原氏の勢力は真幸院（三ツ山を含む）、高原、志和地、山田に及んだ。
大永6年（1526年）7月14日、相良氏に内訌が生じるとこれを好機と見て、北原氏は大軍を擁して人吉城を包囲する。これに対して相良氏は皆越地頭・皆越安芸守貞学に計略を伝え、人吉城の城兵には「明朝に援兵が来る」と呼ばわらせた。貞学の皆越勢100余人は夜半過ぎに人吉に到着すると人吉城に向かって、「我らは伊東家の援軍であり、この後も軍兵が参陣する」と呼ばわった。それに騙された北原氏は明朝には1兵残らず退陣する（大岩瀬合戦）。
この人吉城攻撃の際、北原氏は一向衆門徒を扇動して相良氏を攻めたとされており、このことが後の相良氏の一向衆禁令につながったともされている。
天文2年（1535年）、伊東家当主の伊東祐充が没すると、伊東家中は家督争いが発生する。12代・北原祐兼の弟の北原兼孝はこれに乗ずべく、伊東義祐の援軍と称して綾に兵3000を布陣させ、綾城か三俣院・高城（日和城）のいずれかの割譲を要求、義祐はやむなく高城の割譲を約した。しかし高城は、伊東氏配下の落合兼佳が北郷忠相に内応したため結局は北郷氏の城となる。
天文4年（1537年）島津宗家は北郷氏と共に、従わなくなった志布志の新納氏を攻撃した。これに北原兼孝と伊東祐吉は新納氏へ援軍を出したが敗れてしまう。
北原氏と北郷氏の争いは激しさを増し、一時的に和睦することもあったがすぐに破られるという状況にあった。
天文11年（1542年）、北郷氏は志和池に攻め寄せてくる。北原氏は伊東氏の援軍を得て北郷氏の高城を攻めるが、北郷氏の援兵と挟撃され退却を余儀なくされる。援軍を出すには距離の上で北郷氏に劣る事もあり、翌年には山田城、更に志和池城が北郷氏に奪われてしまう。特に志和池城での戦いでは、重臣の白坂下総守兼次と平良尾張守らを失うという大敗を喫した。兼孝は敗戦の責任を取って、宗家の座を三ツ山方面を治める甥の兼守に譲っている。
天文23年（1554年）島津貴久に対して、祁答院良重、入来院重嗣、蒲生範清が叛くとこれに13代・北原兼守は菱刈隆秋と共に呼応するが、岩剣城が陥落し連合軍は敗走した（岩剣城の戦い）。
弘治3年（1557年）、球磨の相良頼房（後の義陽）に背いた上村頼孝兄弟の求めに応じ援軍500名を派遣するが、敗れて援兵の大将だった平野兵部忠義、中城出羽ら以下120余名が討ち取られ、頼孝らも飯野へと逃れてくる。

### 没落
永禄元年（1558年）兼守が居城の三ツ山城（宮崎県小林市・細野）にて病没する。兼守には男子がおらず女子が一人いたため、兼守の叔父である北原兼孝の子に嫁がせるよう遺言されていたが、その女子も3、4歳のうちに夭折してしまう。そのとき伊東義祐は、兼守の室が自らの次女（麻生）であったため、また北原家中がちょうど禅宗と真宗で対立していた隙をついて、北原氏の内政に干渉する。
北原家中では協議の末、兼孝を後継に据えようとしたが義祐は兼守の室を、北原氏の庶家の者である馬関田右衛門佐に嫁がせ、これを三ツ山城に置き、反対派を都於郡城に呼んで詰問したあと、その帰途を待ち伏せて粛清、更に飯野城に居た兼孝を殺害した。（兼孝が病的なまでの真宗派で、対する義祐の方も深く禅宗に帰依しているという事情もあったようである。）
その後、義祐は永禄4年（1561年）（『真幸院記』では永禄6年）10月24日に残る反対派を飯野の長善寺にて討滅、その翌年には北原氏の領地である真幸院、栗野、横川、高原は全て伊東氏の領地となる。
残された一族の北原兼親（9代・立兼、10代・兼珍の次兄・兼門の曾孫）は球磨に逃れ相良氏を頼っていたが、北原旧臣の白坂下総介が島津家臣の樺山幸久（後の善久）を通じて島津貴久に対し、兼親に北原氏を継がせたい旨を打診、これに同意した貴久は相良頼房、及び北郷時久にも協力を働きかけた為、兼親は島津氏・相良氏・北郷氏の援助を受けることになる。永禄5年（1562年）5月、相良氏は伊東氏のものになっていた馬関田城まで軍勢を抜いた。これにより兼親は飯野城に入ることができ真幸院に復帰する。貴久は横川城、更に三ツ山城を落とし兼親の真幸院再興を助けた。島津氏、北郷氏、相良氏は白鳥神社にて、北原兼親の前で相互に助勢し合うとの起請文を提出する。
しかし、吉松城の兼親の叔父の左衛門尉が、秘かに伊東氏と相良氏に通じ飯野から島津氏を追いだそうと画策していた事が露呈したため出奔、また永禄6年（1563年）、伊東氏と相良氏が連合して飯野の大明神城（大明司塁）を落城させた。更に永禄7年（1564年）5月、伊東義祐は北原氏に従属する大河平氏の今城を攻めて城兵を全滅させる。更に徳満城主や高原城主も後難を恐れ真幸院を去ったため、北原氏は伊東氏、相良氏、大口の菱刈氏からの圧迫を受け領地維持は難しくなる。これを憂えた貴久は、兼親に薩摩伊集院神殿（こどん）村に30町の領地を与えて移住させた。これにより武家の棟梁としての北原氏は終わりを迎える。その後、永禄7年（1564年）11月、真幸院には貴久の次男である義弘が入り、廃藩置県に至るまで島津氏が領有することとなる。
また、兼親に嗣子はなく、比志島義基の次男である兼茂を養子に迎えたが、上井兼政の嫡子諏訪兼安の付衆中とされるなど、子孫の没落は甚だしかった。

## 歴代当主
1. 北原兼幸
2. 北原兼貞
3. 北原玄兼
4. 北原玄幸
5. 北原範兼
6. 北原久兼
7. 北原兼興
8. 北原貴兼
9. 北原立兼（ 8代貴兼の 3男）
10. 北原兼珍（ 8代貴兼の 4男）
11. 北原久兼
12. 北原祐兼
13. 北原兼守
14. 北原兼親（ 8代貴兼の次男兼門の曾孫）
15. 北原兼茂（養子：比志島義基の次男）

## 庶流
- 北原寛兼
- 北原兼門
- 北原茂兼
- 北原兼泰
- 北原兼孝
- 北原左衛門尉
- 馬関田右衛門佐

## 庶家
- 馬関田氏

## 戦国期主要家臣
| - 北原兼正（伊勢介） - 北原八郎右衛門 - 渋谷兵部 - 白坂兼頼（昌棟） - 白坂兼次 - 白坂下総介（下総守兼次の子） - 白坂佐渡介 - 平良尾張守 - 平良兼賢 - 永野仲左衛門 - 平河筑後 - 平野忠義 | - 大河平氏（及びその一族） - 大河平隆屋 - 大河平隆充 - 大河平隆利 - 大河平隆次 - 大河平隆堅 - 大河平隆光 - 八重尾重視 |